# Kalmeluoppal
Kalmeluoppal är en sjö i Jokkmokks kommun i Lappland och ingår i Luleälvens huvudavrinningsområde. Sjön har en area på 0,407 kvadratkilometer och ligger 451 meter över havet. Kalmeluoppal ligger i Ultevis fjällurskog Natura 2000-område. Sjön avvattnas av vattendraget Låkkejåkkå.

## Delavrinningsområde
Kalmeluoppal ingår i det delavrinningsområde (742992-163081) som SMHI kallar för Utloppet av Kalmeluoppal. Medelhöjden är 491 meter över havet och ytan är 20,83 kvadratkilometer. Räknas de 2 avrinningsområdena uppströms in blir den ackumulerade arean 45,14 kvadratkilometer. Låkkejåkkå som avvattnar avrinningsområdet har biflödesordning 4, vilket innebär att vattnet flödar genom totalt 4 vattendrag innan det når havet efter 249 kilometer. Avrinningsområdet består mestadels av skog (89 procent). Avrinningsområdet har 1,42 kvadratkilometer vattenytor vilket ger det en sjöprocent på 6,8 procent.